# Horinka Imre
Horinka Imre (Farkashida, Pozsony megye, 1849. augusztus 15. – Pozsony, 1889. augusztus 12.) jogi doktor és jogakadémiai tanár.

## Élete
Horinka István magyar királyi hivatalnok és Bittó Anna fia. Középiskolai tanulmányait a pozsonyi főgimnáziumban 1868-ban végezte; a jog- és államtudományi tanfolyamot ugyanott a Pozsonyi Királyi Jogakadémián és 1871-től a pesti egyetemen, hol 1874. december 3-án jogi doktorrá avatták és ugyanott a nemzetgazdaságtanból magántanárrá képesíttetvén, ezen minőségben 1876. május 10-én ő felsége által megerősíttetett. (1870-ben a pozsonyi jogintézeten képesítést nyert az államszámviteltanból és a pozsonyi magyar királyi pénzügyigazgatóságnál a kataszteri szakból.) A pozsonyi magyar királyi pénzügyigazgatóság mellett mint kataszteri ügyvezető földadósorozati munkálatok felvétele körül gyakorlatilag működött. 1874. október 10-én a pécsi joglíceumhoz a jogtörténet és egyházjog tanszékére nevezték ki; 1875. február 24-én ugyanazon intézetnél a nemzetgazdaság, pénzügytan és pénzügyi törvényisme tanszékre helyezték át; 1876. június 1-jén rendes tanárrá nevezték ki. 1876. február 19-én a Győri Királyi Jogakadémiához a közigazgatási jog- és statisztika helyettes, július 13-án rendkívüli és 1879. október 3-án rendes tanárává neveztetett ki. 1885. szeptember 14-én a megüresedett nemzetgazdaságtani tanszék ellátásával is megbízatott. Elbetegesedvén, Pozsonyba ment üdülést keresni és ott 1889. augusztus 12-én meghalt.
Cikkei a Nemzetgazdasági Szemlében (1881. A statisztikai eszmék történeti fejlődése, 1882. Az egyenes és fogyasztási adók összefüggése az elmélet és a gyakorlati élet szempontjából és az egy-adó rendszerei, a Schwartner-díjat nyert dolgozat; mindkét cikk a Jogtudományi Közlönyben is megjelent.) A Magyar Közigazgatásnak is munkatársa volt.

## Művei
- Magyarország közigazgatásának története. Bpest, 1887. (Különnyomat a Magyar Közigazgatásból.)
- A törvényhatóságok fejlődésének története Magyarországon és jelen közigazgatási állása. Bpest, 1888.